# Thure Leonard Klinckowström

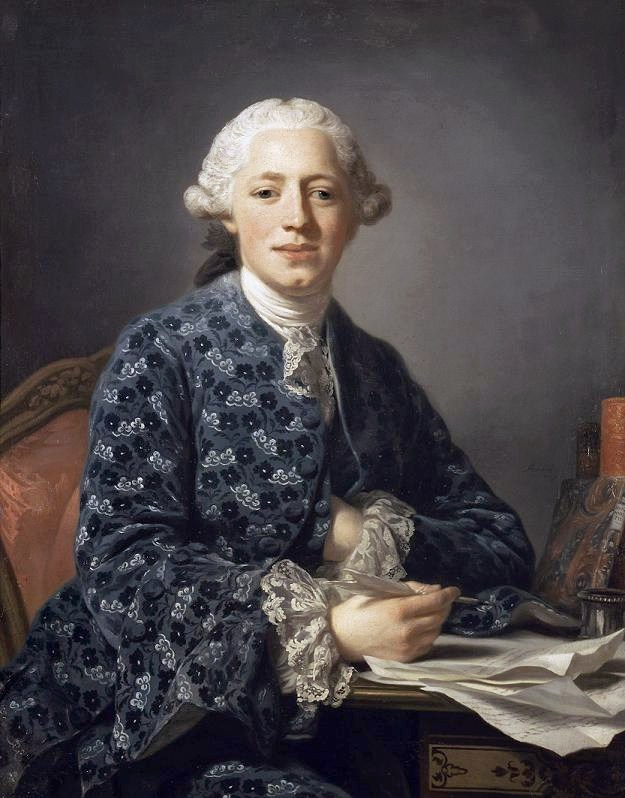
Thure Leonard Klinckowström (1735–1821), Porträt von Alexander Roslin (1758)

Thure Leonard Klinckowström (* 29. Dezember 1735; † 23. November 1821 in Stockholm) war schwedischer Oberhofmarschall und Präsident des Wismarer Tribunals.

## Leben
Thure Leonard entstammte der schwedisch-pommerschen Familie Klinckowström. Seine Eltern waren der Regierungsrat Thure Gustav Klinckowström (1693–1765) und dessen Frau Maria Charlotte von Borcke (1714–1785). Der Vater wurde 1759 in den Freiherrenstand erhoben. Er trat als Kanzleijunker in den schwedischen Hofdienst und wurde 1763 Hofjunker, 1764 Kammerherr und 1766 königlicher Kammerherr. 1767 wurde er Archivar der Königlichen Majestätsorden (K. M. O.), 1774 Hofmarschall und 1776 Ritter des Nordstern-Ordens. 1782 wurde er zum Präsidenten des Wismarer Tribunals ernannt. Im selben Jahr wurde er Unterkanzler der Majestätsorden. 1794 war er Kommandeur aller Majestätsorden und Oberster Ombudsmann der Orden.
Nachdem er 1795 den Vertrag über die Verlobung des schwedischen Königs Gustav IV. Adolf mit Luise Charlotte zu Mecklenburg geschlossen hatte, der bald darauf annulliert wurde, wurde er zum Obersten Marschall der Königin und zum Ritter des Seraphinenordens ernannt. Außerdem wurde ihm der Titel „En af rikets herrar“ (etwa einer der Herren des Reiches) verliehen. 1797 wurde er Oberster Marschall der Königin Friederike Dorothea. 1799 trat er vom Amt des Tribunalspräsidenten zurück. 1811 wurde er zum Ritter des Freimaurern vorbehaltenen Ordens Karls XIII. ernannt.
Thure Leonard Klinckowström besaß auf der Grundlage der Verordnung seines Onkels Leonard Klinckowström (1685–1759) Rinkesta in Ärla socken als Fideikommiss, das er später gegen Graneberg in Gryts socken, Södermanland, eintauschte.
Er galt als sehr reich. Umso überraschender war es, als kurz nach seinem Tod sein Bankrott offengelegt wurde.
Er heiratete 1768 Carolina Sophia Freiin von Lantinghausen (* 1749; † 1769), die bereits im folgenden Jahr starb. Seine zweite Ehe schloss er 1773 mit Hedwig Eleonora Gräfin von Fersen (* 2. Juli 1753; † 8. November 1792 in Pisa), der Tochter des Reichsrats Graf  Friedrich Axel von Fersen. Mit ihr hatte er eine Tochter und drei Söhne. Der Sohn Otto Wilhelm Klinckowström (* 1778; † 1850) wurde schwedischer Kavallerieoffizier, dann russisch-finnländischer Politiker und Hofbeamter.